# Kumagai Szaki
Kumagai Szaki (熊谷 紗希; Hepburn: Saki Kumagai; Szapporo, 1990. október 17. –) világbajnok japán válogatott női labdarúgó. A Bayern München védekező középpályása.

## Pályafutása

### Klubcsapatban
2009 és 2011 között az Urava Red Diamonds csapatában játszott. 44 bajnoki mérkőzésen lépett pályára és nyolc  gólt szerzett.  2011-ben a német  1. FFC Frankfurt csapatához szerződött.

#### Olympique Lyon
A francia csapattal hét bajnoki címet és öt Bajnokok Ligája győzelmet jegyzett. Közel 300 mérkőzésen léphetett pályára lyoni színekben.

#### Bayern München
2021. május 12-én aláírt szerződésében két évre kötelezte el magát a bajor klubhoz.

### A válogatottban
2008 óta 27 alkalommal szerepelt a japán válogatottban. Tagja volt a 2011-es németországi világbajnokságon győztes csapatnak. Ő lőtte a döntőn a világbajnoki győzelmet jelentő tizenegyest.

## Sikerei, díjai
Francia bajnok (7):
- Olympique Lyon (7): 2013–14, 2014–15, 2015–16, 2016–17, 2017–18, 2018–19, 2019–20

Francia kupagyőztes (6):
- Olympique Lyon (6): 2014, 2015, 2016, 2017, 2019, 2020

Bajnokok Ligája győztes (5):
- Olympique Lyon (5): 2015–16, 2016–17, 2017–18, 2018–19, 2019-20

Nemzetközi Bajnokok Kupája győztes:
- Olympique Lyon: 2019[3]

### Válogatott
- Olimpiai játékok
  - ezüstérmes: 2012, London
- Világbajnokság
  - aranyérmes: 2011, Németország